# 1337
Пізнє Середньовіччя •  Реконкіста •  Ганза •  Авіньйонський полон пап •  Монгольська імперія •  Чорна смерть •  Столітня війна

## Геополітична ситуація
Візантійську імперію очолює Андронік III Палеолог (до 1341). Імператором Священної Римської імперії є Людвіг Баварський (до 1347). У Франції править Філіпп VI Валуа (до 1350).
Апеннінський півострів розділений: північ належить Священній Римській імперії, середню частину займає Папська область, південь належить Неаполітанському королівству. Деякі міста півночі: Венеція, Піза, Генуя тощо, мають статус міст-республік. Триває боротьба гвельфів та гібелінів.
Майже весь Піренейський півострів займають християнські Кастилія і Леон, Арагонське королівство та Португалія, під владою маврів залишилися тільки землі на самому півдні. Едуард III королює в Англії (до 1377), Магнус Еріксон є королем Норвегії та Швеції (до 1364), а королем Польщі — Казимир III (до 1370). У Литві править князь Гедимін (до 1341).
Руські землі перебувають під владою Золотої Орди. Почалося захоплення територій сучасних України й Білорусі Литвою. Галицько-Волинське князівство очолює Юрій II Болеслав (до 1340). В Києві править князь Федір Іванович. Ярлик на володимирське князівство має московський князь Іван Калита.
Монгольська імперія займає більшу частину Азії, але вона розділена на окремі улуси, що воюють між собою. У Китаї, зокрема, править монгольська династія Юань. У Єгипті владу утримують мамлюки. Мариніди правлять у Магрибі. Делійський султанат є наймогутнішою державою Індії. У Японії почався період Муроматі.
Цивілізація мая переживає посткласичний період. Почали зароджуватися цивілізація ацтеків та інків.

## Події
- Олександр Михайлович Тверський отримав у Золотій Орді ярлик на право повернутися у Твер.
- Едвард Вудсток, в майбутньому Чорний принц, отримав титул герцога Корнуольського, тобто став першим англійським герцогом.
- Початок Столітньої війни (1337—1453)
  - 24 травня французький король Філіп VI Валуа відібрав в англійського короля Едуарда III Гієнь попри складену Едуардом васальну присягу.
  - 7 жовтня Едуард III денонсував присягу й оголосив свої права на французький трон.
  - Бойові дії розпочалися у Фландрії. Наприкінці року владу там захопив Якоб ван Артевелде.
- Імператор Священної Римської імперії Людвіг Баварський надав Тевтонському ордену привілеї, доручивши йому місію підкорення Литви та Русі.
- Паризький університет засудив вчення Вільяма Оккама.
- Турки-османи захопили Нікомедію.

## Померли
- 8 січня — у Флоренції у віці 71 року помер італійський живописець Джотто ді Бондоне, основоположник нового напряму в європейському образотворчому мистецтві.